# Роршах
Роршах (англ. Rorschach), справжнє ім'я Волтер Джозеф Ковач (англ. Walter Kovacs) — вигаданий персонаж обмеженої серії коміксів «Вартові» (англ. Watchmen).

## Вигадана біографія
Батьками Волтера Ковача є Сільвія Ковач (до шлюбу Глік), яка була повією, і чоловік на ім'я Чарлі, прізвище невідоме.
Його мати часто виявляла жорстокість до сина, мабуть через те, що була змушена займатися проституцією саме для того, щоб його утримувати. Часто ставав свідком зносин матері з її клієнтами, також його часто били.
У липні 1951 року Волтера було віддано до органів опіки, після того як він напав на двох старших від нього хлопців, частково засліпивши одного з них. Його відправили до дитячого будинку імені Лілліан Чарлтон для проблемних підлітків, де перебував до 1956 року. Відзначився успіхами в літературі та релігії, а також неабиякими здібностями у гімнастиці та боксі.
Залишивши притулок у 16 років, Ковач отримав роботу в магазині одягу, яку він вважав «неприємною, але терпимою». У 1962 році надійшло спецзамовлення на сукню з нової матерії ім. Доктора Мангеттена, яка являє собою дві густі рідини білого та чорного кольорів між двох шарів латексу, чутливі до температури та тиску (таким чином вони постійно зміщуються, утворюючі асиметричні плями, подібні до тих, що використовуються у тесті Роршаха, але при цьому не змішуються, перетворюючись на сірий колір).
Жінка, яка замовляла цю сукню, не була задоволена результатом, тому Ковач забрав тканину собі, зробивши з неї маску, яка в майбутньому стане невід’ємною частиною його супергеройського образу.
Два роки потому, в березні 1964 року, Волтер по дорозі на роботу прочитав у газеті про зґвалтування і вбивство Кітті Дженовезе, жінки, яка якраз і замовляла сукню з нової тканини. Розлютившись, що сусіди нічого не зробили, Ковач розчарувався в людях і вирішив, що всім людям притаманний еґоїзм. Після історії з Кітті він повернувся додому, зробив собі «обличчя» з тканини, яку взяв з роботи, і став борцем зі злочинністю під псевдонімом Роршах. Спочатку він залишав злочинців живими, щоб їх змогла заарештувати поліція. У середині 1960-х він об'єднався з Нічним Пугачем II і їхнє партнерство виявилося дуже успішним.
У 1975 році Ковач проводив розслідування зникнення молодої дівчини Блер Рош, пообіцявши її батькам, що поверне її живою і здоровою. Покалічивши кількох представників кримінального світу, йому вдалося отримати адресу, де мала бути дівчина. Це був швейний цех. Усередині  Роршах знайшов білизну дівчини в пічці, ймовірне місце розчленування і собак, які гризли людську кістку. Розрубавши їм голови (за його словами, саме в цей момент Ковач перетворився на Роршаха), він став чекати на повернення Джеральда Грайса, чоловіка, який там мешкав. Кинувши на нього трупи собак, Роршах прикував вбивцю наручниками до труби, дав ножівку по металу, якою, вочевидь, розчленовували тіло жертви, розлив керосин по кімнаті та підпалив. Близько години дивився на вогонь. Ніхто не вибрався. 
Коли в 1977 році було прийнято закон, що забороняє борців зі злочинністю і супергероїв, Роршах залишив біля поліційного відділку труп серійного ґвалтівника разом із запискою "Ніколи!".
До 1985 року Роршах залишився єдиним активним неурядовим борцем зі злочинністю, на відміну від Комедіанта і Доктора Мангеттена, які працювали на Уряд США. Роршах береться за розслідування смерті Едварда Блейка (Комедіанта), і дізнається, що Блейк — один із двох героїв, що діяли під егідою уряду. Ковач вважає, що хтось почав полювання на колишніх героїв у костюмах. Його підозри тільки підтведжуются, коли Доктор Мангетен залишає країну, а Адріан Вейдт, колишній Озимандія, пов'язаний із загибеллю Блейка.
Роршах допитує Молоха, колишнього лиходія, який несподівано з'явився на похороні Блейка, і Молох розповідає йому ту дещицю, що знав. Пізніше він отримує записку від Молоха, в якій він запрошує його прийти за додатковою інформацією, і Роршаха схоплює поліція, як тільки він потрапляє у квартиру Молоха.
Він відправляється у в'язницю, де більшість ув'язнених потрапили туди так чи так з його допомогою, зокрема Велика Фігура — карлик, який є авторитетом у в'язниці і більше від усіх прагне крові Роршаха. Під час свого перебування у в'язниці Ковач розмовляє із психологом, Малкольмом Лонгом, який пропонує йому допомогу в реабілітації, але Роршах розповідає йому історію, яка змінила його світогляд. Під час обіду на Роршаха намагається напасти один з ув'язнених за допомогою викрутки, але Ковач вдаряє його лицем у киплячу олію на кухні, в порядку самооборони. Після того, як ув'язнений помирає, у в'язниці спалахує бунт — кожен хоче добратися до Роршаха. Охоронці Великої Фігури намагаються його вбити, але в підсумку Роршах сам вбиває їх без особливих труднощів. Нічний Пугач II і Шовковий Привид II зрештою допомагають йому вибратися з в'язниці, і приймають його маску замість обличчя, розуміючи, наскільки сильно це його зламало.
Доктор Мангеттен, повернувшись до країни, забирає Лорі Юспішек і відправляється з нею на Марс, а Роршах і Нічний Пугач II намагаються дізнатися, хто вчинив замах на Адріана Вейдта. Вони дізнаються назву компанії — Pyramid Deliveries і проникають в офіс Вейдта. Пугач уводить правильний пароль, і вони дізнаються, що Вейдт утік. Роршах, який веде свій щоденник протягом усього роману, робить останній запис про те, що за все, що трапиться далі, несе відповідальність Вейдт, і кладе журнал у поштову скриньку.
Нічний Пугач і Роршах вилітають в Антарктиду. Вони дізнаються справжні мотиви Вейдта і дізнаються про його змову — об'єднати світ, що знаходиться напередодні ядерної війни, проти одного спільного ворога, знищивши для цього мільйони людей. Він повідомляє, що привів свій план в дію ще до їхнього прибуття. Доктор Мангеттен і Шовковий Привид прибувають назад на Землю і бачать зруйнований ядерним вибухом Нью-Йорк. Незважаючи на жах після події, Нічний Пугач, Шовковий Привид і Доктор Мангеттен згодні промовчати про те, хто влаштував вибух, тому що Сполучені Штати вже підписали мирний договір з Радянським Союзом, Роршах відмовляється співпрацювати і приховувати правду і має намір повернутися в США, щоб усе розповісти, але Доктор Мангеттен убиває його.
У фінальних сценах коміксу, щоденник Роршаха опинився в редакції в одній із газет правого спрямування. Редактор доручає своєму помічникові знайти тему, щоб заповнити дві сторінки простору в номері, помічник тягнеться до файлу, де знаходиться щоденник Роршаха. На цьому історія закінчується і результат залишається в уявленні читача.

## Особистість
У дитинстві він описаний як замкнутий, але талановитий у літературі, математиці та релігієзнавстві. Але після знущань інших дітей і розслідування справи про зниклу дівчинку, яку зґвалтували і вбили, а тіло віддали на поживу собакам, у Волтера Ковача проявилися деякі психічні розлади, наприклад, він вважає свою маску своїм істинним обличчям. Мур зображує Роршаха як вкрай право налаштованої і морально безкомпромісної людини. Улюблена фраза Роршаха — «Ніяких компромісів, навіть перед обличчям Армаґедону». Після того, як супергерої були оголошені поза законом, Роршах все одно продовжував боротися зі злочинністю своїми методами наодинці.
За словами Алана Мура, ім'я персонажа Волтер Ковач було навіяно тенденцією Стіва Дітко давати своїм героям імена, що починаються на букву «К». Крім цього, в інтерв'ю BBC він заявляє, що Роршах був створений як спосіб вивчення того, як архетип супергероя з твердими моральними принципами, на зразок Бетмена, міг би існувати в реальному світі. Він каже, що коротка характеристика персонажа — «псих».

## Сили і здібності
Як і всі інші члени Вартових, за винятком Доктора Мангеттена, Роршах не володіє надлюдськими здібностями. Всі його бойові навички засновані на фізичній силі і багаторічних тренуваннях.
Крім того Роршах надзвичайно винахідливий, пристосовує звичайні побутові предмети на зброю:
- Балон з лаком для волосся разом із запальничкою для створення імпровізованого вогнемета, щоб підпалити одного поліцейського і чорний перець щоб тимчасово засліпити іншого, стріляє альпіністським гаком з газового пістолета, важко ранячи ще одного поліцейського.
- За допомогою ємності з маслом, що кипить, смертельно ранить злочинця.
- Використовуючи свій одяг, затримує ув'язненого, блокуючи в такий спосіб прохід і змушуючи інших злочинців вбити арештованого товариша
- Використовував плічка як вимірювальний прилад, та інші предмети як зброю: виделку, унітаз, піджак, сигарети.

Він використовує газовий пістолет, який також стріляє гаком із канатом. Незважаючи на його психічну нестабільність, Нічний Пугач описав Роршаха як «блискучого і непередбачуваного тактика». Він добре розуміється на прийомах вуличної боротьби, гімнастики, боксі і бойових мистецтвах. Його детективні навички також дуже високі — знаходить схованку з костюмом Комедіанта в квартирі Блейка і визначає, що Блейка вбили, задовго до того, як це змогли визначити поліцейські детективи.